# Matt Kempke
Matthias „Matt“ Kempke (* 1980 in Hamburg) ist ein deutscher Autor und Game Designer. Er war als Autor mehrerer Spiele für Daedalic Entertainment tätig. Zuvor produzierte er die Independent-Spiele der What-Makes-You-Tick?-Reihe.

## Karriere
Ende der 1990er-Jahre gestaltete er eine Fanseite über die Monkey-Island-Spiele. Kempke studierte Japanologie und Afrikanistik an der Universität Leipzig und entwickelte bereits während seines Studiums Point-and-Click-Adventures.
What Makes You Tick? erschien 2007 zunächst nur in englischer Sprache und 2010 als Download von Lassie Games, einem Label des Programmierers Greg MacWilliam. Der zweite Teil der Serie, A Stitch in Time, wurde 2011 von einem deutschen Publisher auch in deutscher Sprache veröffentlicht.
Nach Ende seines Studiums wurde Matthias Kempke im Herbst 2011 von der Hamburger Entwicklerfirma Daedalic Entertainment als Game-Designer angestellt. Sein erstes Spiel bei Daedalic war das 2013 erschienene Point-and-Click-Adventure The Night of the Rabbit. Zuletzt arbeitete er als Lead Designer gemeinsam mit Kevin Mentz an der Umsetzung des Ken-Follett-Romans Die Säulen der Erde als Videospiel, das von August 2017 bis März 2018 in drei Kapiteln erschienen ist.
Seit 2018 ist Kempke freiberuflich tätig.

## Werk
Matthias Kempke zeichnet viele Hintergrund-Illustrationen seiner Spiele selbst.
Einige gemeinsame Themen lassen sich in seinen Spielen finden: In What Makes You Tick: A Stitch in Time und The Night of the Rabbit entsteht eine Bedrohung durch fremde Mächte, die die Bewohner der jeweiligen Spielewelten unterwandern und/oder unterdrücken. Die Handlung von What Makes You Tick: A Stitch in Time wurde durch Franz Kafka und dessen Roman Das Schloss inspiriert.
2020 entwickelte Kempke für eine Hamburger Agentur ein interaktives Hörspiel für den Amazon Echo. Im selben Jahr veröffentlichte er im Riva Verlag zwei Romane für Kinder und Jugendliche, Standart Skill – Voll verglitcht! und Das Hotel im Nirgendwo, wobei er für letzteren mit dem Hamburger Autoren und Zeichner Aljoscha Jelinek als „Josh Matthews“ fungierte und die beiden den Roman gemeinsam mit dem Youtuber Mexify schrieben.
2023 erschienen das Spiel Fall of Porcupine des Kölner Studios Critical Rabbit, an dem Kempke als Co-Autor und Narrative Designer mitwirkte, und das 3D-Horror- und Anti-Kriegsspiel Ad Infinitum, das er als Autor und Narrative Designer für die Berliner Spielefirma Hekate schrieb. Ebenfalls 2023 veröffentlichte Kempke die erste Staffel seines The-Night-of-the-Rabbit-Podcasts, in dem er die Geschichte des gleichnamigen Adventure-Spiels als englischsprachiges Hörspiel weitererzählt.

## Werke

### Ludografie (Auszug)
- 2007: What Makes You Tick?
- 2010: What Makes You Tick: A Stitch in Time (Laessie Games)
- 2013: The Night of the Rabbit (Daedalic Entertainment)
- 2017: Die Säulen der Erde (Daedalic)
- 2020: TapeStories (Pop Rocket Labs)
- 2023: Fall of Porcupine (Critical Rabbit)
- 2023: Ad Infinitum (Hekate GmbH)

### Romane
- 2020: Das Hotel im Nirgendwo. Riva Verlag, München 2020, ISBN 978-3-96775-006-5 (mit Aljoscha Jelinek und Maxify, als „Josh Matthews“).
- 2020: Standart Skill – Voll verglitcht! Riva Verlag, München 2020, ISBN 978-3-96775-001-0.

### Podcasts
- 2023: The Night of the Rabbit – The Pagecast

## Auszeichnungen
- 2014: Austrian Game Award (Kategorie „Best Game World“, für The Night of the Rabbit)[10]
- 2017: Deutscher Entwicklerpreis (Kategorie „Best Sound“, für The Pillars of the Earth)
- 2018: Prix Historia (Kategorie: „Prix du Jeu vidéo“, für The Pillars of the Earth)[11]
- 2023: Deutscher Entwicklerpreis (Kategorie „Beste Story“, für Fall of Porcupine)[12]
- 2024: Deutscher Computerspielpreis (Kategorie „Beste Story“, „Bestes Audio Design“, „Bestes Debut“ für Ad Infinitum)[13]